# پارک طبیعی استان تاکی‌یاما
پارک طبیعی استان تاکیاما (به ژاپنی: 都立滝山自然公園, Toritsu Takiyama shizen kōen)، یک پارک طبیعی استانی در غرب توکیو در منطقه تاما، ژاپن است. این پارک که در سال ۱۹۵۰ تأسیس شد، کوه تاکی است که در جنوب محل تلاقی رودخانه تاما و رود آکی (秋川) قرار دارد. این پارک به دلیل مناظر آن بر دشت کانتو مشهور است.